# Episodi di Minority Report
La prima e unica stagione della serie televisiva Minority Report è stata trasmessa negli Stati Uniti per la prima volta dall'emittente Fox dal 21 settembre al 30 novembre 2015.
In Italia, la stagione è andata in onda in prima visione satellitare su Fox, canale a pagamento della piattaforma Sky, dal 13 luglio al 24 agosto 2016.
| nº | Titolo originale    | Titolo italiano       | Prima TV USA      | Prima TV Italia |
| -- | ------------------- | --------------------- | ----------------- | --------------- |
| 1  | Pilot               | Salvare il futuro     | 21 settembre 2015 | 13 luglio 2016  |
| 2  | Mr. Nice Guy        | Signor bravo ragazzo  | 28 settembre 2015 | 20 luglio 2016  |
| 3  | Hawk-Eye            | Occhio di falco       | 5 ottobre 2015    | 27 luglio 2016  |
| 4  | Fredi               | Presunta omicida      | 12 ottobre 2015   | 3 agosto 2016   |
| 5  | The Present         | Buon compleanno, Vega | 19 ottobre 2015   | 10 agosto 2016  |
| 6  | Fiddler's Neck      | Vecchi ricordi        | 26 ottobre 2015   | 10 agosto 2016  |
| 7  | Honor Among Thieves | Rispetto tra ladri    | 2 novembre 2015   | 17 agosto 2016  |
| 8  | The American Dream  | Il sogno americano    | 16 novembre 2015  | 17 agosto 2016  |
| 9  | Memento Mori        | Memento mori          | 23 novembre 2015  | 24 agosto 2016  |
| 10 | Everybody Runs      | L'attacco             | 30 novembre 2015  | 24 agosto 2016  |